# Jacques de Chalendar
Jacques de Chalendar (ur. 5 grudnia 1920 w Husseaux, zm. styczeń 2015) – francuski prawnik, Generalny Inspektor Finansów Francji, prezes Fundacji Polska-Francja.
Studiował prawo na uniwersytetach w Strasburgu i Paryżu. Ukończył także Instytut Urbanistyki w Paryżu. Podjął pracę w administracji kolei francuskich (SNCF). Zaangażowany we francuski ruch oporu podczas okupacji. Po drugiej wojnie światowej kontynuował karierę we francuskim Ministerstwie Finansów, gdzie dotarł do pozycji Generalnego Inspektora Finansów. W 1968 był specjalnym doradcą francuskiego ministra edukacji. W latach 1984–1989 przewodniczył Stowarzyszeniu na rzecz Rozwoju Wymiany w dziedzinie Technologii Gospodarczych i Finansów (ADETEF). W latach 1989–1998 był pierwszym prezesem Fondation France-Pologne (Fundacji Francja-Polska), organizacji dotowanej przez rząd francuski powołanej w celu wspierania kształtującej się polskiej demokracji w wymiarze społecznym, ekonomicznym i administracyjnym. Dzięki działaniom fundacji utworzone zostały polsko-francuskie programy studiów dla przyszłych kadr menedżerskich i kierowniczych m.in. wspólne studia paryskiej HEC i SGH. 
Jego synem (matką jest Nicole de Ribains) jest Pierre-André de Chalendar, dyrektor generalny grupy Saint-Gobain od 2007.
W 1993 otrzymał tytuł Zasłużonego dla Miasta Poznania.